# Ле-Рибераль
Кантон Ле-Рибераль (фр. Canton du Ribéral) — один из 17 кантонов департамента Восточные Пиренеи, региона Лангедок — Руссильон — Юг — Пиренеи, Франция. INSEE код кантона — 6614. Он полностью находится в округе Перпиньян. Общая площадь кантона составляет 90,21 км², население — 23 372 человека. Находится на части естественной области Рибераль.

## История
По закону от 17 мая 2013 и декрету от 14 февраля 2014 года количество кантонов в департаменте Восточные Пиренеи уменьшилось с 31 до 17. Новое территориальное деление департаментов на кантоны вступило в силу во время выборов 2015 года. Кантон Ле-Рибераль был сформирован 22 марта 2015 года из коммун кантонов Сент-Эстев (5 коммун), Ривесалт (1 коммуна) и Мийа (1 коммуна).

## Коммуны кантона
C 2015 года в кантон входят 7 коммун, административный центр находится в коммуне Сент-Эстев.
| Код INSEE | Почтовый индекс | Коммуна           | Название по-французски | Площадь, км² | Население, чел. (2012) |
| --------- | --------------- | ----------------- | ---------------------- | ------------ | ---------------------- |
| 66012     | 66540           | Бао               | Baho                   | 7,90         | 3221                   |
| 66014     | 66390           | Бексас            | Baixas                 | 18,91        | 2587                   |
| 66228     | 66610           | Вильнёв-ла-Ривьер | Villeneuve-la-Rivière  | 4,38         | 1290                   |
| 66030     | 66600           | Кальс             | Calce                  | 23,77        | 217                    |
| 66138     | 66600           | Пересторт         | Peyrestortes           | 7,96         | 1365                   |
| 66140     | 66370           | Пезийа-ла-Ривьер  | Pézilla-la-Rivière     | 15,62        | 58                     |
| 66172     | 66240           | Сент-Эстев        | Saint-Estève           | 11,67        | 11362                  |

## Политика
Согласно закону от 17 мая 2013 года избиратели каждого кантона в ходе выборов выбирают двух членов генерального совета департамента разного пола. Они избираются на 6 лет большинством голосов по результату одного или двух туров выборов.
В первом туре кантональных выборов 22 марта 2015 года в Ле-Рибераль баллотировались 5 пар кандидатов (явка составила 55,07 %). Во втором туре 29 марта, Натали Пике и Робер Вила были избраны с поддержкой 58,55 % на 2015—2021 годы. Явка на выборы составила 57,55 %.
| Мандат | Мандат | Кандидаты                         |                | Партия                  | Первый тур | Первый тур     | Второй тур | Второй тур |
| Мандат | Мандат | Кандидаты                         | Кол-во голосов | Партия                  | % голосов  | Кол-во голосов | % голосов  |            |
| ------ | ------ | --------------------------------- | -------------- | ----------------------- | ---------- | -------------- | ---------- | ---------- |
| 2015   | 2021   | Натали Пике и Робер Вила          |                | Союз правых             | 3221       | 33,41          | 5398       | 58,55      |
| 2015   | 2021   | Ан-Мари Лаакс и Брюно Лемер       |                | Национальный фронт      | 3161       | 32,78          | 3822       | 41,45      |
| 2015   | 2021   | Присцилла Боклер и Франсуа Фигера |                | Союз левых              | 1828       | 18,96          | -          | -          |
| 2015   | 2021   | Брюно Дельмас и Кристин Эспер     |                | Беспартийные правые     | 936        | 9,71           | -          | -          |
| 2015   | 2021   | Жан-Марк Пани и Софи Руод         |                | Европа Экология Зелёные | 496        | 5,14           | -          | -          |